# 新村達也
新村 達也（しんむら たつや、1961年10月27日 - ）は、日本の実業家。清水建設社長。石川県出身。

## 来歴
1984年早稲田大学理工学部建築学科卒、同年清水建設入社。
2017年執行役員東京支店副支店長、2018年同建築総本部建築企画室長、2019年同横浜支店長、2021年常務執行役員名古屋支店長、2023年専務執行役員東京支店長、2024年4月副社長執行役員建築総本部長を経て、2025年4月より現職。